# Amida tricolor
Amida tricolor – gatunek chrząszcza z rodziny biedronkowatych i podrodziny Coccinellinae.
Gatunek ten został opisany w 1878 roku przez Edgara von Harolda jako Scymnus (Nephus) tricolor. W 1896 roku został umieszczony przez G. Lewisa w nowym rodzaju Amida, jako jego gatunek typowy.
Chrząszcz o owłosionym ciele, z wierzchu ubarwionym żółto do żółtawobrązowego z jedną lub trzema czarnymi kropkami na przedpleczu. Jego pokrywy są trójbarwne: żółte, czarne i żółtawoczerwone, przy czym ten ostatni kolor przechodzi u starszych okazów w żółtawobrązowy.
Wyróżnia się dwa podgatunki. Nominatywny ma trzy plamki na przedpleczu: większą środkową i małe boczne oraz U-kształtną plamę pośrodku pokryw. Podgatunek A. t. formosana Kurisaki, 1920 odznacza się tylko jedną, małą, niekiedy zanikającą plamką na przedpleczu, położoną pośrodku oraz czarnym znakiem pośrodku pokryw stosunkowa niewielkim, kształtu poprzecznie kwadratowego.
Podgatunek nominatywny podawany był z Guangdongu w Chinach, Wietnamu i Japonii, natomiast A. t. formosana jest endemitem Tajwanu.